# Second Sight (videojoc)
Second Sight és un videojoc desenvolupat per Free Radical Design i publicat per Codemasters per GameCube, Xbox, PlayStation 2 i PC. Va ser llançat el 21 de setembre de 2004.

## Argument
Els jugadors es posen a la pell de John Vattic, un jove home que després de despertar-se d'un son profund es troba en una habitació ple d'ordinadors i aparells com si tingués alguna cosa paranormal. Després de veure's que té vendatges i tenir alguns problemes al cervell pot moure a través de la ment objectes com taules, pantalles d'ordinadors, cadires, etc. I no recorda res, només com es diu, com si li haguessin esborrat la memòria. Llavors és quan decideix sortir d'aquella habitació i descobrir el que passa. En surt prement amb la ment un interruptor a fora de la sala veient des del darrere d'una paret de vidre a prova de bales fent que s'obri la porta també de vidre. A partir d'aquí és quan comença a rondar per l'edifici i va descobrint el que li passa. A mesura que va acabant amb alguns dels obstacles i va descobrint coses de l'edifici no només té la necessitat de fugir d'allà sinó també d'acabar amb els culpables. Per l'escenari, en John Vattic, troba armes, des de simples pistoles fins a rifles d'assalt com també va millorant les seves noves qualitats mentals com la telequinessis, la sanació, psicoexplosions, etc.

## Jugabilitat
El jugador pot realitzar les accions de moure objectes amb la ment del personatge, però també té l'oportunitat de disparar amb armes de foc.
Els gràfics són òptims per a un videojoc de consoles de sisena generació com la PlayStation 2. I també consta d'un mode multijugador. També s'ha d'esmentar la banda sonora del videojoc que lliga amb l'argument i l'escenari del videojoc amb sons tenebrosos i poc rítmics, en el qual en les escenes de major tensió hi posen melodies inquietants.